# آلبرت پورتاس
 آلبرت پورتاس (انگلیسی: Albert Portas؛ زاده ۱۵ نوامبر ۱۹۷۳) یک تنیس‌باز اهل اسپانیا است.